# Discografia de Eduardo Costa (cantor)
A discografia de Eduardo Costa contém nove álbuns de estúdio, seis álbuns ao vivo (dois deles em parceria com Leonardo), duas coletâneas e 38 singles lançados desde o início da sua carreira.

## Álbuns

### Álbuns de estúdio
| Ano  | Título                 | Detalhes do álbum                                                              | Certificações (vendas certificadas) |
| ---- | ---------------------- | ------------------------------------------------------------------------------ | ----------------------------------- |
| 2003 | Eduardo Costa          | - Lançamento: 2003 - Formato: CD - Gravadora: Caravelas                        |                                     |
| 2004 | Acústico               | - Lançamento: 2004 - Formato: CD - Gravadora: Caravelas                        |                                     |
| 2005 | No Boteco              | - Lançamento: 2005 - Formato: CD - Gravadora: Caravelas                        |                                     |
| 2005 | Pele, Alma e Coração   | - Lançamento: 2005 - Formato: CD - Gravadora: Velas                            |                                     |
| 2007 | No Boteco II           | - Lançamento: 2007 - Formato: CD - Gravadora: Velas                            |                                     |
| 2008 | Cada Dia Te Quero Mais | - Lançamento: Janeiro de 2008 - Formato: CD - Gravadora: Universal Music       | - ABPD: Platina                     |
| 2009 | Tem Tudo a Ver         | - Lançamento: 17 de outubro de 2009 - Formato: CD - Gravadora: Universal Music | - ABPD: Platina Duplo               |
| 2012 | Pecado de Amor         | - Lançamento: 22 de junho de 2012 - Formato: CD - Gravadora: Sony Music        | - ABPD: Ouro                        |
| 2015 | Vivendo e Aprendendo   | - Lançamento: 31 de julho de 2015 - Formato: CD - Gravadora: Sony Music        |                                     |

### Álbuns ao vivo
| Ano  | Título                           | Detalhes do álbum                                                                         | Certificações (vendas certificadas) |
| ---- | -------------------------------- | ----------------------------------------------------------------------------------------- | ----------------------------------- |
| 2007 | Eduardo Costa ao Vivo            | - Lançamento: 13 de abril de 2007 - Formato: CD, DVD - Gravadora: Universal Music         | - ABPD: Ouro                        |
| 2011 | De Pele, Alma e Coração          | - Lançamento: 24 de fevereiro de 2011 - Formato: CD, DVD, blu-ray - Gravadora: Sony Music | - ABPD: Ouro                        |
| 2013 | Eduardo Costa - Acústico         | - Lançamento: 10 de setembro de 2013 - Formato: CD, DVD - Gravadora: Sony Music           | - ABPD: Ouro                        |
| 2014 | Cabaré (com Leonardo)            | - Lançamento: 25 de novembro de 2014 - Formato: CD, DVD - Gravadora: Sony Music           |                                     |
| 2016 | Cabaré Night Club (com Leonardo) | - Lançamento: 25 de novembro de 2016 - Formato: CD, DVD - Gravadora: Sony Music           | - ABPD: Platina                     |
| 2017 | Eduardo Costa na Fazenda         | - Lançamento: 27 de outubro de 2017 - Formato: CD, DVD - Gravadora: Sony Music            |                                     |

### Álbuns de compilação
| Ano  | Título                                              | Detalhes do álbum                                             | Certificações (vendas certificadas) |
| ---- | --------------------------------------------------- | ------------------------------------------------------------- | ----------------------------------- |
| 2007 | Autoral                                             | - Lançamento: 2007 - Formato: CD - Gravadora: Veleiro         |                                     |
| 2010 | Me Apaixonei - Os Maiores Sucessos de Eduardo Costa | - Lançamento: 2010 - Formato: CD - Gravadora: Universal Music | - ABPD: Ouro                        |

## Singles
| Ano  | Single                                       | Álbum                            |
| ---- | -------------------------------------------- | -------------------------------- |
| 2003 | "Coração Aberto"                             | Eduardo Costa                    |
| 2004 | "Ilusão"                                     | Eduardo Costa                    |
| 2004 | "Rasgando a Madrugada"                       | Acústico                         |
| 2005 | "Acabou o Amor"                              | Acústico                         |
| 2005 | "Linda Demais"                               | No Boteco                        |
| 2005 | "Não Preciso de Você"                        | Pele, Alma e Coração             |
| 2006 | "Pele, Alma e Coração"                       | Pele, Alma e Coração             |
| 2007 | "Me Apaixonei (A Primeira Vez Que Eu Te Vi)" | Eduardo Costa ao Vivo            |
| 2007 | "Separação" (ft. Leonardo)                   | Eduardo Costa ao Vivo            |
| 2007 | "Amor de Violeiro"                           | Eduardo Costa ao Vivo            |
| 2008 | "Eu Aposto"                                  | Cada Dia Te Quero Mais           |
| 2008 | "Melhor ou Pior"                             | Cada Dia Te Quero Mais           |
| 2008 | "Você Foi Atriz" (ft. Bruno & Marrone)       | Cada Dia Te Quero Mais           |
| 2009 | "Cachaceiro"                                 | Cada Dia Te Quero Mais           |
| 2009 | "Não Valeu pra Você"                         | Tem Tudo a Ver                   |
| 2010 | "Amores Imortais"                            | Tem Tudo a Ver                   |
| 2010 | "Feito Tatuagem"                             | Tem Tudo a Ver                   |
| 2011 | "Quem É?"                                    | De Pele, Alma e Coração          |
| 2011 | "Eu Quero te Amar"                           | De Pele, Alma e Coração          |
| 2011 | "Meu Grito de Amor" (ft. Paula Fernandes)    | De Pele, Alma e Coração          |
| 2012 | "Tomara Deus"                                | De Pele, Alma e Coração          |
| 2012 | "Começar de Novo"                            | Pecado de Amor                   |
| 2012 | "Anjo Protetor"                              | Pecado de Amor                   |
| 2013 | "Louco Coração"                              | Eduardo Costa - Acústico         |
| 2013 | "Enamorado"                                  | Eduardo Costa - Acústico         |
| 2014 | "Os 10 Mandamentos do Amor"                  | Eduardo Costa - Acústico         |
| 2014 | "Faz de Conta (L'Italiano)"                  | Eduardo Costa - Acústico         |
| 2014 | "Um Degrau na Escada"                        | Cabaré (com Leonardo)            |
| 2015 | "Como Eu Chorei"                             | Cabaré (com Leonardo)            |
| 2015 | "Sapequinha"                                 | Vivendo e Aprendendo             |
| 2016 | "Pronto Falei"                               | Vivendo e Aprendendo             |
| 2016 | "Laço Aberto"                                | Cabaré Night Club (com Leonardo) |
| 2017 | "Forró e Paixão"                             |                                  |
| 2017 | "Saudade"                                    | Eduardo Costa na Fazenda         |
| 2018 | "Olha Ela Aí"                                | apenas single                    |
| 2019 | "Coração Pirata"                             | apenas single                    |
| 2020 | "Ainda tô Aí"                                | Fora da Lei                      |
| 2021 | "Chama Ela pra Mim"                          | Fora da Lei                      |

### Singlespromocionais
| Ano  | Single                 | Álbum          |
| ---- | ---------------------- | -------------- |
| 2009 | "Quem Foi Que Disse"   | Tem Tudo a Ver |
| 2010 | "Amor Além da Vida"    | Pecado de Amor |
| 2016 | "Mangalarga Marchador" | apenas single  |
| 2018 | "Pra Sempre"           | apenas single  |